# Massimo Freccia
Massimo Filippo Antongiulio Maria Freccia (* 19. September 1906 in Valdibure; † 16. November 2004) war ein italienischer Dirigent.

## Leben
Freccia entstammte einer wohlhabenden toscanischen Familie. Sein Vater war Rechtsanwalt und Gutsbesitzer, seine Mutter kam aus einer aristokratischen Familie der Provinz Pistoia. Sie war eine gute Amateurpianistin und engagierte einen Violinlehrer für ihren Sohn, als er sieben Jahre alt war. Siebzehnjährig begann er ein Violinstudium an dem von Ildebrando Pizzetti geleiteten Conservatorio di Musica Luigi Cherubini, wo er Freundschaft mit seinem Kommilitonen Luigi Dallapiccola schloss.
Als Dirigent war Freccia Autodidakt. Er spielte zunächst Celesta und Harmonium bei Aufführungen an der Oper von Florenz. In Wien lernte er Franz Schalk, den Direktor der Wiener Staatsoper kennen, der ihm Zutritt zu den Proben an seinem Opernhaus verschaffte. Dort hörte er Sänger wie Elisabeth Schumann, Lotte Lehmann, Leo Slezak und Alfred Piccaver und erlebte die Wiener Erstaufführung von Igor Strawinskis Oedipus Rex.
Er ging dann nach Paris, wo er Jean Cocteau, Strawinski, Pablo Picasso und Arthur Rubinstein kennenlernte und Assistenzdirigent der Ballettkompagnie der argentinischen Tänzerin Antonia Merce wurde. Daneben dirigierte er ein auf zeitgenössische italienische Musik spezialisiertes Ensemble. Er kehrte dann nach Wien zurück, um die Wiener Philharmoniker zu dirigieren. Dort traf er Gustav Barczy, der ihn als Dirigent nach Budapest einlud. Dort lernte er Zoltán Kodály, Leo Weiner und Béla Bartók kennen und leitete die Uraufführung von dessen Ungarischen Bildern.
Nach dem Tod seines Vaters reiste Freccia 1937 nach New York und wurde auf Empfehlung von Arturo Toscanini eingeladen, im Folgejahr die New Yorker Philharmoniker für eine Reihe von Sommerkonzerten im Lewissohn Stadium zu dirigieren. Durch Vermittlung von Arthur Judson, dem Manager des Orchesters, erhielt er dann ein Engagement für das Havana Philharmonic Orchestra, das er von 1939 bis 1944 leitete.
Mit einem Sondervisum kehrte er in die USA zurück. Nachdem er von der US Army abgelehnt worden war, übernahm er die Leitung des New Orleans Symphony Orchestra, die er bis 1952 innehatte. Danach war er bis 1959 Musikdirektor des Baltimore Symphony Orchestra. In London debütierte er 1959 mit dem London Philharmonic Orchestra in der Royal Festival Hall, wo er die britische Erstaufführung von Samuel Barbers Kantate Prayer for Kierkegaard dirigierte.
Von 1959 bis 1965 war Freccia Dirigent des Orchestra Sinfonica Nazionale della RAI und gab in dieser Zeit zwei Konzerte für Papst Johannes XXIII. In der Folge unternahm er mehrere internationale Tourneen. 1967 trat er in Japan auf, danach in Australien. Häufig dirigierte er auch in Monte Carlo. Vier Jahre lang leitete er Konzerte mit dem Juilliard Orchestra in New York. 1981 dirigierte er das Rundfunk-Sinfonieorchester Wien, 1983 und 1986 das Royal Philharmonic Orchestra in London. Zum 30. Todestag Toscaninis leitete er 1987 in der Royal Festival Hall die Aufführung von Verdis Messa da Requiem. Seinen letzten Auftritt hatte er zweiundneunzigjährig, als er in Montepulciano Beethovens Neunte Sinfonie dirigierte. Freccias Autobiographie The Sounds of Memory erschien 1990.